# Arnal a dva dračí zuby
Arnal a dva dračí zuby je český komiks. Autorem scénáře je Ondřej Neff, kresbu obstaral Kája Saudek. Saudek používá svůj klasický styl s četnými šrafurami, který používal v sedmdesátých a osmdesátých letech. Jedná se o poměrně složitý příběh na pomezí sci-fi, fantasy a pohádky s prvky humoru a nadsázky. Komiks má 24 stran. Seriál byl v roce 2009 v anketě webu Komiksárium vyhlášen pátým nejlepším českým komiksem všech dob.

## Vydání
1. Arnal a dva dračí zuby, Česká speleologická společnost, 1988
2. Třikrát Kája Saudek, Práce, 1989
3. Arnal a dva dračí zuby & jiné příběhy, Egmont, 2002

## Děj
Příběh popisuje situaci na planetě Rogoz po šesté atomové válce. Dcera krále Palestry Reila je unesena zlým čarodějem Zakem, který se s ní chce oženit. Prastarý mudrc poradí králi a jeho rádcům, že princeznu může vysvobodit pouze strašlivá zbraň, která je ukrytá v dračí skále. Rádci při pátrání objeví muže se jménem Arnal, který by tou zbraní být mohl, ovšem je v hibernačním spánku. Situace se poněkud zkomplikuje, když rádci i probuzený Arnal narazí v podzemí na skupinu Speleokanibalů a ještě více, když se projeví kdo skutečně je Reilin otec. Příběh skončí happyendem.